# Paul Martineau
Paul Raymond Martineau PC KCSG QC (* 10. April 1921 in Bryson, Québec; † 19. März 2010) war ein kanadischer Rechtsanwalt und Politiker der Progressiv-konservativen Partei Kanadas, der sieben Jahre lang Abgeordneter des Unterhauses sowie zeitweise Minister war.

## Leben
Martineau absolvierte nach dem Schulbesuch zunächst ein grundständiges Studium, das er mit einem Bachelor of Arts (B.A.) abschloss. Während des Zweiten Weltkrieges leistete er von 1942 bis 1946 seinen Militärdienst in der Royal Canadian Air Force. Ein darauf folgendes Studium der Rechtswissenschaften beendete er mit einem Licenciate of Laws (LL.L.) und war nach seiner anwaltlichen Zulassung als Rechtsanwalt tätig. Für seine anwaltlichen Verdienste wurde er schließlich zum Kronanwalt (Queen’s Counsel) ernannt.
Bei der Unterhauswahl vom 10. Juni 1957 bewarb sich Marineau für die Progressiv-konservative Partei im Wahlkreis Pontiac-Témiscamingue ohne Erfolg um ein Abgeordnetenmandat im Unterhaus. Bei der darauf folgenden Wahl am 31. März 1958 wurde er im Wahlkreis Pontiac-Témiscamingue dann er erstmals zum Abgeordneten in das Unterhaus gewählt und gehörte diesem bis zu seiner Niederlage bei der Unterhauswahl vom 8. November 1965 als Vertreter dieses Wahlkreises an.
Er war vom 18. November 1959 bis zum 17. November 1961 Parlamentarischer Sekretär bei Premierminister John Diefenbaker und fungierte im Anschluss zwischen dem 18. Januar und dem 19. April 1962 als stellvertretender Sprecher des Unterhauses sowie zugleich als Vorsitzender der Ausschüsses des gesamten Unterhauses.
Am 9. August 1962 berief ihn Premierminister Diefenbaker zum Minister für Bergbau und technische Begutachtung in das 18. Kabinett Kanadas, dem er bis zum Ende von Diefenbakers Amtszeit nach der Wahlniederlage bei der Unterhauswahl am 21. April 1963 angehörte. Im Anschluss fungierte er zwischen 1963 und seinem Ausscheiden aus dem Unterhaus als Sprecher der Opposition für Bergbau und technische Begutachtung.
Bei der Unterhauswahl vom 25. Juni 1968 bewarb sich Martineau im Wahlkreis Pontiac abermals ohne Erfolg um eine Wiederwahl in das Unterhaus. Er zog sich anschließend aus dem politischen Leben zurück und war wieder als Rechtsanwalt tätig.
Für seine Verdienste wurde er zum Kommandeur des Gregoriusorden (KCSG) ernannt.